# Leucoloma scaberulum
Leucoloma scaberulum är en bladmossart som beskrevs av Edwin Bunting Bartram 1939. Leucoloma scaberulum ingår i släktet Leucoloma och familjen Dicranaceae. Inga underarter finns listade i Catalogue of Life.